# Farshid
Farshid ou Farsheed é um nome persa. Atualmente é usado no Irão e em regiões curdas como Iraque, Turquia e Síria.
Este nome é um dos mais antigos prenomes persa, cujo fundo filológico poderia ser rastreada até mesmo em escrituras da persa antiga.[carece de fontes?]